# مقتل آنا ماكجورك
ولدت آنا ميشيل ماكجورك في 23 أغسطس 1968، وتوفيت في 28 أغسطس 1991. كانت موظفة في مجلس اللغة الإنجليزية من جلوستر، جلوسترشاير. وتعرضت للاغتصاب والقتل في جلوستر من قبل «أندرو هاجان» الذي أطلق سراحه بكفالة وأقام في بيت الضيافة القريب من مدينة رايكروفت. وكان هاجانز قد اعتقل بسبب اغتصاب امرأة في العشرين من عمرها قبل 24 يومًا من وفاة آنا. إذ كان لديه تاريخ طويل من الجريمة العنيفة، وقد سجن بسبب السرقة. وحُكم عليه بالسجن مدى الحياة بتهمة قتل آنا، فضلًا عن 10 سنوات متتالية بتهمة الاغتصاب.
بعد حملة من قبل «كاي بوتس»، والدة آنا ماكجورك، أحدثت الجريمة تغييرات في القانون الإنجليزي. فقام مايكل ستيفن، النائب في شورهام بعد ذلك، بتعديل قانون الكفالة، والذي أصبح «قانون الكفالة لعام 1993»، حيث يمكن للشرطة ووكيل النيابة العامة الآن الطعن في قرار من قبل القضاة بإعطاء كفالة إلى الجاني المزعوم.
يقدم صندوق أمانات «آنا ماكجورك»، والذي تأسس تكريمًا لذكراها، منحًا دراسية لتلاميذ مدرسة سانت بيتر الثانوية، حيث كانت ماكجورك تلميذة. بالإضافة إلي وجود حجر تذكاري صغير هناك في جلوستر.